# Toužimský potok
Toužimský potok je potok v západních Čechách, který je pravobřežním přítokem horního toku řeky Střely, do něhož ústí v říčním kilometru 95,003.

## Popis toku
Dle aktuální vodohospodářské mapy Toužimský potok začíná vyústěním meliorace na východním úpatí Třebouňského vrchu, 1,5 km severovýchodně od Třebouně na polní trati U Zastávky, při železniční trati Rakovník – Bečov nad Teplou, která je vedena údolím potoka. 
V minulosti potok ústil do Černého rybníka na soutoku se Střelou. Původně meandrující tok byl prakticky celý i s přítoky zregulován nebo zatrubněn při rozsáhlých melioracích ve 2. polovině 20. století. Jeho povodí již od středověku tvoří prakticky bezlesé území polí a pastvin.